# Waschwirkungsklasse
Die Waschwirkungsklasse ist eine Einteilung von Waschmaschinen anhand des Waschwirkungsindex. Dieser ist definiert als das Verhältnis der Aufhellung von in der betreffenden Waschmaschine gewaschener Wäsche zur Aufhellung von in einer genormten Referenzmaschine gewaschenen Wäsche. Die Klassen sind von 'A' bis 'G' benannt, wobei 'A' die beste und 'G' die schlechteste Waschwirkung kennzeichnet.
| Waschwirkungsklasse | Waschwirkungsindex |
| ------------------- | ------------------ |
| A                   | > 1,03             |
| B                   | 1,03 bis > 1,00    |
| C                   | 1,00 bis > 0,97    |
| D                   | 0,97 bis > 0,94    |
| E                   | 0,94 bis > 0,91    |
| F                   | 0,91 bis > 0,88    |
| G                   | <= 0,88            |